# In the Heat of the Moment
«In the Heat of the Moment» es una canción de la banda de rock inglesa Noel Gallagher's High Flying Birds. Escrito y producido por el líder Noel Gallagher,  fue lanzada el 17 de noviembre de 2014 como primer sencillo del segundo álbum de estudio de la banda, Chasing Yesterday (2015).

## Antecedentes
Escrita y producida por Gallagher, "In the Heat of the Moment" fue la última canción grabada de Chasing Yesterday. Se dice que está "inspirada en un documental que presenta a un astronauta que comparó ir al espacio por primera vez con 'tocar la cara de Dios'". Spin describió la canción así: "Es una pista sutil en capas, pero su ritmo firme impregna una cierta cantidad de tensión, –adecuada, puesto que es sobre un viaje al espacio– y las pocas y extrañas campanadas en medio de las guitarras invocan un sentido sutil de otro mundo." La canción se reveló el 13 de octubre de 2014, poco después del anuncio inicial del álbum nuevo y fechas de gira.
Un remix de la canción por el artista Toydrum aparece en el tráiler cinemático de Assassin's Creed: Syndicate.

## Vídeos musicales
Publicado el 23 de octubre de 2014, el videoclip para "In the Heat of the Moment" fue dirigido por Ollie Murray. El estilo del vídeo ha sido comparado a algunos de las canciones de Oasis, incluyendo "The Shock of the Lightning" por el sitio web PopMatters, y la versión de Estados Unidos de "Live Forever" por la revista Spin, que lo describió como un "videoclip confuso, difuminado".
La cara B, "Do the Damage", también tuvo un videoclip el 25 de noviembre de 2014. Se ve a Noel observando una competencia con patines sobre ruedas y es protagonizado por Devon Ogden, quién protagonizó también los vídeos de AKA… What a Life! y The Death of You and Me. El video fue dirigido por Mike Bruce, quien ya había dirigido varios videos para la banda.

## Recepción crítica
La revista Spin la describió como "hipnótica", "un viaje", y lo comparó en estilo con el álbum 1994 de Oasis Definitely Maybe.

## Lista de canciones
Todas las canciones escritas y compuestas por Noel Gallagher. 
| N.º  | Título                      | Duración |  |
| 1.   | «In the Heat of the Moment» | 3:29     |  |
| 2.   | «Do the Damage»             | 3:10     |  |
| 6:39 |                             |          |  |

## Listas y certificaciones

### Listas semanales
| Listas (2014/15)                            | Mejor posición |
| ------------------------------------------- | -------------- |
| Bélgica (Flandes) (Ultratip Bubbling Under) | 12             |
| Francia (SNEP)                              | 185            |
| Irlanda (IRMA)                              | 71             |
| Escocia (Scottish Singles Sales Chart)      | 14             |
| Reino Unido (UK Singles Chart)              | 26             |